# Edith Cavell
Edith Louisa Cavell, née le 4 décembre 1865 à Swardeston en Angleterre et morte le 12 octobre 1915 à Schaerbeek en Belgique, est une infirmière britannique fusillée par les Allemands pour avoir permis l'évasion de centaines de soldats alliés de la Belgique alors sous occupation allemande pendant la Première Guerre mondiale. Malgré la pression internationale et la publicité donnée par la presse mondiale à l'époque sur son procès en cour martiale, elle est exécutée pour espionnage.

## Biographie

### Études et carrière

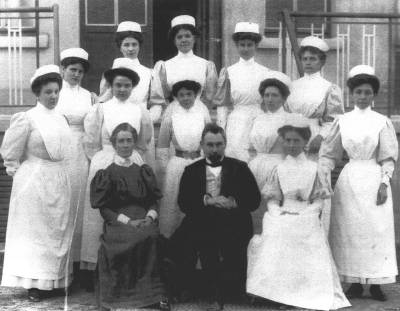
Edith Cavell (assise à gauche), Antoine Depage (assis au centre) et une partie des infirmières de l'institut médicochirurgical d'Uccle.

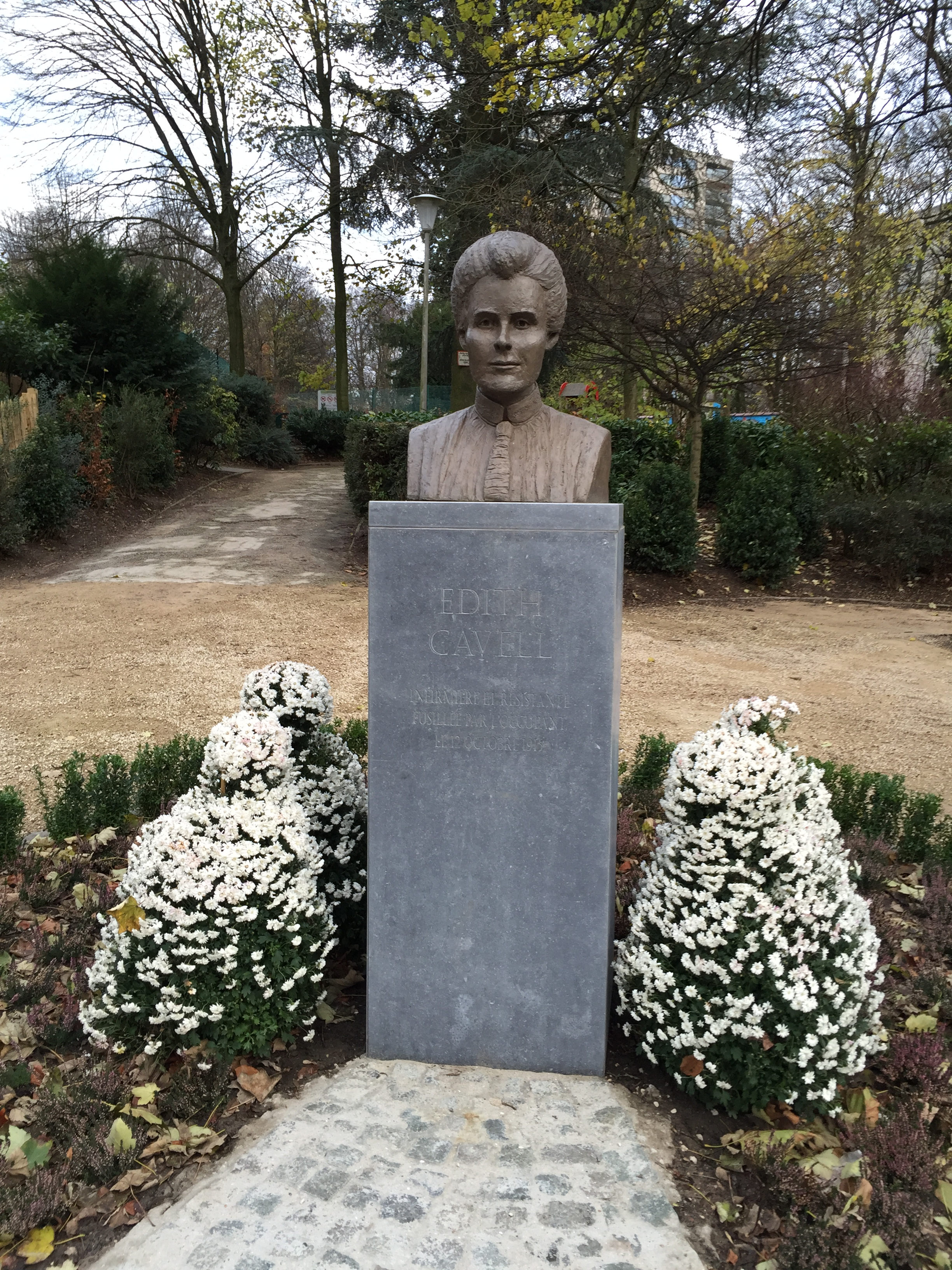
Centenaire du décès d'Edith Cavell, infirmière et résistante fusillée (parc Montjoie - Uccle 2015).

Elle naît en 1865 à Swardeston, dans le Norfolk, où son père, le révérend Frederick Cavell, est prêtre anglican pendant 45 ans.
En 1884, la jeune Edith rentre à la Laurel Court de Peterborough et obtient son diplôme d'institutrice. En 1890, elle part à Bruxelles où elle œuvre, pendant cinq ans, comme nourrice dans la famille François. En 1895, elle retourne un an à Swardeston pour soigner son père malade et, en avril 1896, elle rentre au Royal London Hospital comme aide-infirmière. Entre 1903 et 1907, elle travaille comme infirmière libérale.
En 1907, elle revient à Bruxelles et est nommée, par Antoine Depage, infirmière en chef à l'institut Berkendael à Ixelles. Le 10 octobre 1907, Antoine Depage fonde, dans quatre maisons contiguës — nos 143 à 149 — de la rue Franz Merjay à Ixelles, une école d'infirmières. Il en confie la direction générale à Edith Cavell et l'administration des finances à son épouse Marie. L'école déménage, en 1914, à l'endroit de l'actuelle clinique Edith Cavell. L'école comprend cinquante chambres d'internat pour les élèves et est annexée à un institut médicochirurgical, avec deux salles d'opération, capable d’hospitaliser une vingtaine de malades.
Quand la Première Guerre mondiale éclate, l'école et l'institut sont pris en main par la Croix-Rouge de Belgique (dont Antoine Depage était le président). Edith Cavell, qui était partie rendre visite à sa mère à Norwich, entendant la nouvelle de l'invasion de la Belgique par l'Allemagne, revient à Bruxelles le 3 août 1914. Avec ses élèves et Miss Wilkins (une autre infirmière anglaise), elle soigne les blessés des armées alliées et allemandes.

### Résistance
Edith Cavell est agent du Secret Intelligence Service britannique (également connu sous la dénomination de MI6). Cependant, elle abandonne ses devoirs d'espionne afin d'aider des centaines de soldats alliés à passer de la Belgique occupée vers les Pays-Bas neutres grâce à un réseau d’évasion organisé par des Belges de la région de Mons et des Français de la région de Lille et de Valenciennes, en violation de la loi militaire imposée par les forces d'occupation allemandes. Le mot de passe du réseau était « Yorc » soit, l'anagramme de « Croy » (du nom de famille de la princesse Marie de Croÿ qui participait au réseau).

### Arrestation et exécution
En juin 1915, deux hommes se présentent à l'institut comme soldats français en fuite. L'un d'eux est Georges Gaston Quien, un soldat français fait prisonnier en 1914 par les Allemands qui s'est mis au service de ceux-ci comme indicateur, l'autre est un agent allemand infiltré se prétendant aviateur.
Les arrestations des membres du réseau débutent le 31 juillet 1915 par celles de Philippe Baucq et Louise Thuliez suivies le 5 août par celles d'Edith Cavell, de la comtesse Jeanne de Belleville et de la princesse Marie de Croÿ. Louise de Bettignies sera, elle, arrêtée le 20 octobre 1915. Remarque importante pour comprendre la suite : dans la mesure où les agents des services britanniques veillaient à bien cloisonner leur entourage, il est surprenant de constater que les services allemands de contre-espionnage, inefficaces de décembre 1914 à juin 1915, d'un seul coup parviennent à arrêter une partie importante du réseau britannique en trois mois. L'hypothèse la plus plausible étant que ceux-ci aient pu disposer d'informations au plus haut niveau, en effet, il faut relier notamment l'arrestation d'Edith Cavell à celle de Louise de Bettignies ; toutes deux dépendaient des services de Sir Reginald Hall (en), le personnage le plus secret de la Première Guerre mondiale.
Parmi les co-inculpés, figurent également de nombreux autres patriotes comme le pharmacien Louis Severin, l'avocat Albert Libiez, les cafetiers Pansaers et Rasquin, ou l'aubergiste, cabaretier et maçon François Vandievoet, tout comme le jeune Edmond-Charles Lefebvre qui sera condamné à huit ans de travaux forcés.
Tous sont incarcérés à la prison de Saint-Gilles et jugés les 7 et 8 octobre 1915. Edith Cavell ne se défend pas, admettant les actes qui lui sont reprochés. Six des accusés sont condamnés à mort le 11 octobre 1915 à 17 h.
À son procès, tenu dans l'hémicycle du Sénat de Belgique, Edith Cavell est défendue par Sadi Kirschen, Louis Braffort, Alfred Dorff et Alexandre Braun, avocats réunis sous le nom de Comité de défense gratuite des Belges devant les juridictions allemandes à l'initiative de Victor Bonnevie.
Pour faire cesser les protestations internationales conduites par Brand Whitlock et le marquis de Villalobar, les juges Werthmann, lieutenant-colonel, Stoeber, conseiller du conseil de guerre, et Duwe, assesseur du conseil de guerre, font exécuter Philippe Baucq et Edith Cavell le lendemain à 2 h au Tir national, un site militaire (aujourd'hui un mémorial - l'Enclos des fusillés), où elle fut enterrée jusqu'à la fin de la guerre avant le rapatriement de sa dépouille à Norwich.
Louise Thuliez, Jeanne de Belleville, Louis Severin et Albert Libiez voient leur condamnation à mort commuée en peine de prison à perpétuité. Les autres inculpés sont condamnés à des peines de prison ou de travaux forcés. Après un séjour de quelques mois à la prison de Saint-Gilles certains seront déportés en Allemagne.
La nuit précédant son exécution, par l'entremise du nommé Le Seur, le pasteur luthérien de la prison, elle parle au révérend anglican Stirling Gahan qui lui donne la communion et recueille les mots « Le patriotisme n'est pas assez, je ne dois avoir ni haine ni amertume envers quiconque », qui sont gravés sur le mémorial à Edith Cavell (en) St. Martin's Place, près de Trafalgar Square, à Londres.
L’aumônier militaire luthérien précité qui l'assiste jusqu'à l'exécution et procède à son inhumation, rapporte au révérend Gahan « Elle a professé sa foi chrétienne et, en cela, elle était heureuse de mourir pour son pays […] Elle est morte comme une héroïne. »
Le médecin militaire allemand qui assiste au procès et à l'exécution est le poète expressionniste Gottfried Benn (1886-1956) qui a laissé un récit des faits. Brand Whitlock a lui aussi écrit un récit des événements dans ses Mémoires.
Après la guerre, son corps est exhumé et ramené au Royaume-Uni. Après un service à l'abbaye de Westminster en présence du roi George V, sa dépouille est conduite par train spécial à Thorpe Station, à Norwich. Elle est réinhumée à Life's Green, à l'extrémité est de la cathédrale de Norwich. Chaque année, un service est célébré à sa mémoire.

## L'affaire Edith Cavell

### L’exécution d’Edith Cavell et son retentissement dans la presse et dans l’opinion à travers le monde
L’exécution choqua le monde entier et déchaina partout contre les Allemands l’opinion publique, déjà choquée dès les premiers jours de la guerre par le massacre de populations civiles belges et la destruction de nombreuses villes, exactions que la propagande alliée avait fait connaître sous l’appellation de Viol de la Belgique. Edith Cavell fut considérée en Grande-Bretagne comme une martyre. Elle « symbolisa le dévouement d’une femme en temps de guerre » et les Britanniques pouvaient par là s’identifier eux aussi avec les « victimes de l’invasion ». Avec les autres atrocités allemandes, comme le massacre de Dinant, cette exécution fit l’objet de nombreux articles dans la presse internationale. Les Allemands, qui ne s’étaient pas attendus à l’indignation du public, furent incapables de la contrecarrer efficacement dans les médias. À la suite de cette exécution le général Sauberzweig fut relevé de ses fonctions ; le haut-commandement militaire n’en prétendit pas moins qu’elle était parfaitement légale.
Du côté allemand par la suite, tout en défendant la légalité de l’exécution, les Allemands convinrent que c’était une grave erreur politique. En 2008, Andreas Toppe, historien du droit, reconnut enfin que la condamnation était contestable en vertu des règlements de La Haye. Même si les actes d’Edith Cavell étaient certainement punissables, il s’étonnait « qu’on eût jugé qu’elle méritait la mort sans faire référence à la moindre disposition du Code pénal ».

### Propagande et conséquences internationales
Elle devient une martyre populaire et entre dans l'histoire britannique comme une héroïne. L'affaire Edith Cavell et le torpillage du RMS Lusitania où, parmi des centaines de passagers meurt Marie Depage, sont devenus des éléments importants de la propagande britannique anti-allemande et de l'hostilité internationale grandissante à l'égard de l'empire allemand qui contribueront à la décision des États-Unis d'entrer en guerre. Pour Stefan Zweig, « L'exécution de l'infirmière Cavell, le torpillage du « Lusitania » furent plus fatals à l'Allemagne qu'une bataille perdue, grâce à l'explosion d'universelle indignation qu'ils provoquèrent ».

### Mythe et légende sur son exécution
Plusieurs rumeurs circulent sur les circonstances de son exécution :
- Edith Cavell refuse de se laisser bander les yeux et s'évanouit à la vue des fusils du peloton d'exécution pointés sur elle. Elle tombe par terre et l'officier commandant le peloton l'abat d'une balle de révolver dans la tête ;
- dans le scénario du film Edith Cavell, Reginald Berkeley (en) écrit qu'un soldat du peloton, qu'il nomme Rammler, refuse de tirer, il est abattu sur place par l'officier dès l'exécution d'Edith Cavell terminée[5] ;
- selon la version donnée au révérend Gaham par le pasteur luthérien, Edith Cavell et Philippe Baucq sont côte à côte, les yeux bandés, chacun face à huit soldats. Dès l'ordre de tirer, tous font feu et l'officier achève les condamnés d'une balle de revolver dans la tête. C'est aussi la version officielle donnée par le général Moritz von Bissing, gouverneur militaire de la Belgique occupée.

## Conséquence
Le départ d'Antoine Depage sur le front de l'Yser, les décès d'Edith Cavell et de Marie Depage ont failli causer la disparition de l'école d'infirmières. C'est l'oncle de Marie Depage, le professeur Paul Héger qui sauve la jeune institution. Il a la bonne fortune de trouver « sur place » une directrice qui se révèle exceptionnelle : Jeanne De Meyer. Celle-ci développe l'institution au point que cette dernière est prise en modèle par la Fondation Rockefeller.

## Hommages et postérité

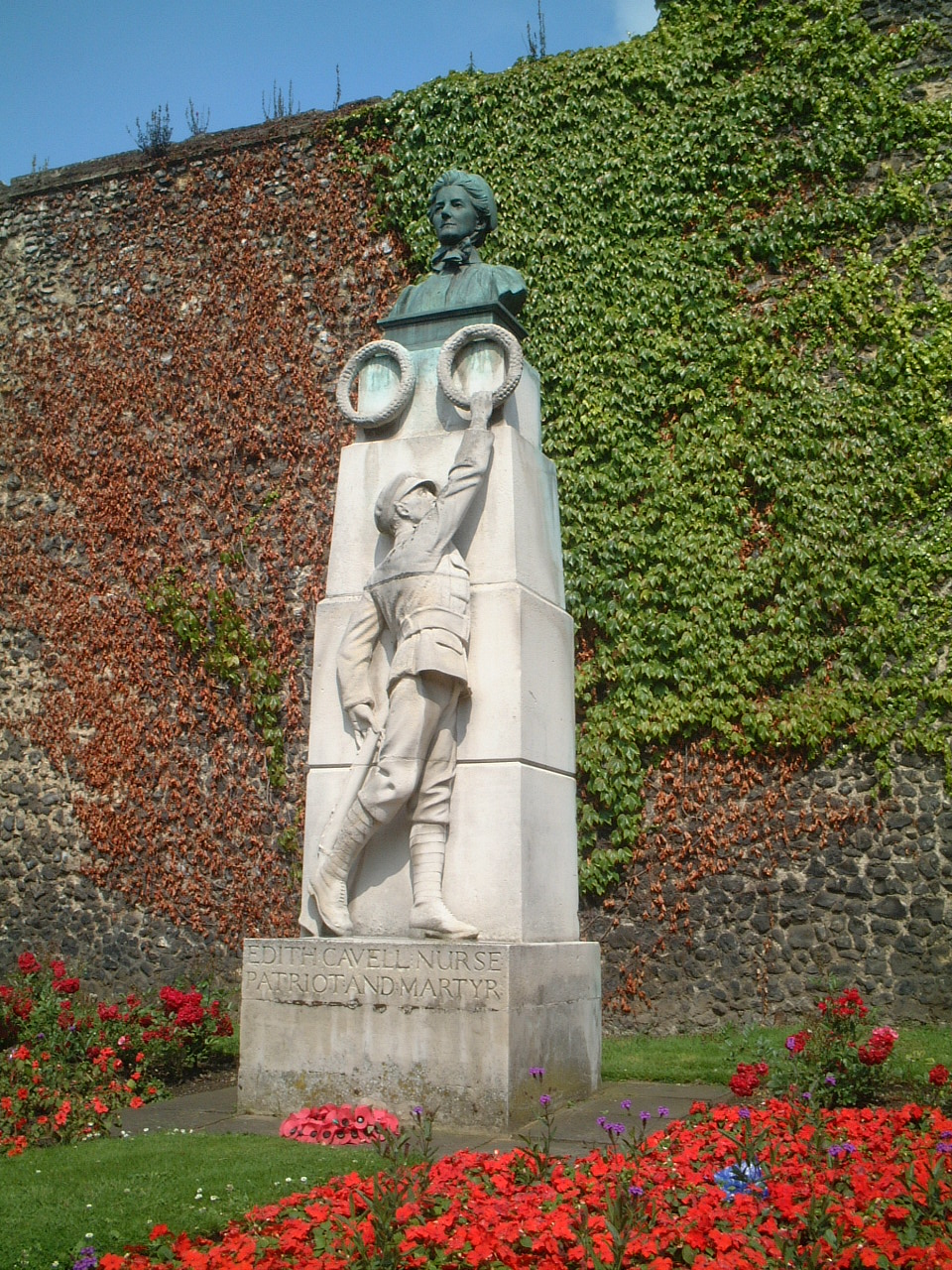
Tombe et mémorial au pied de la cathédrale de Norwich..
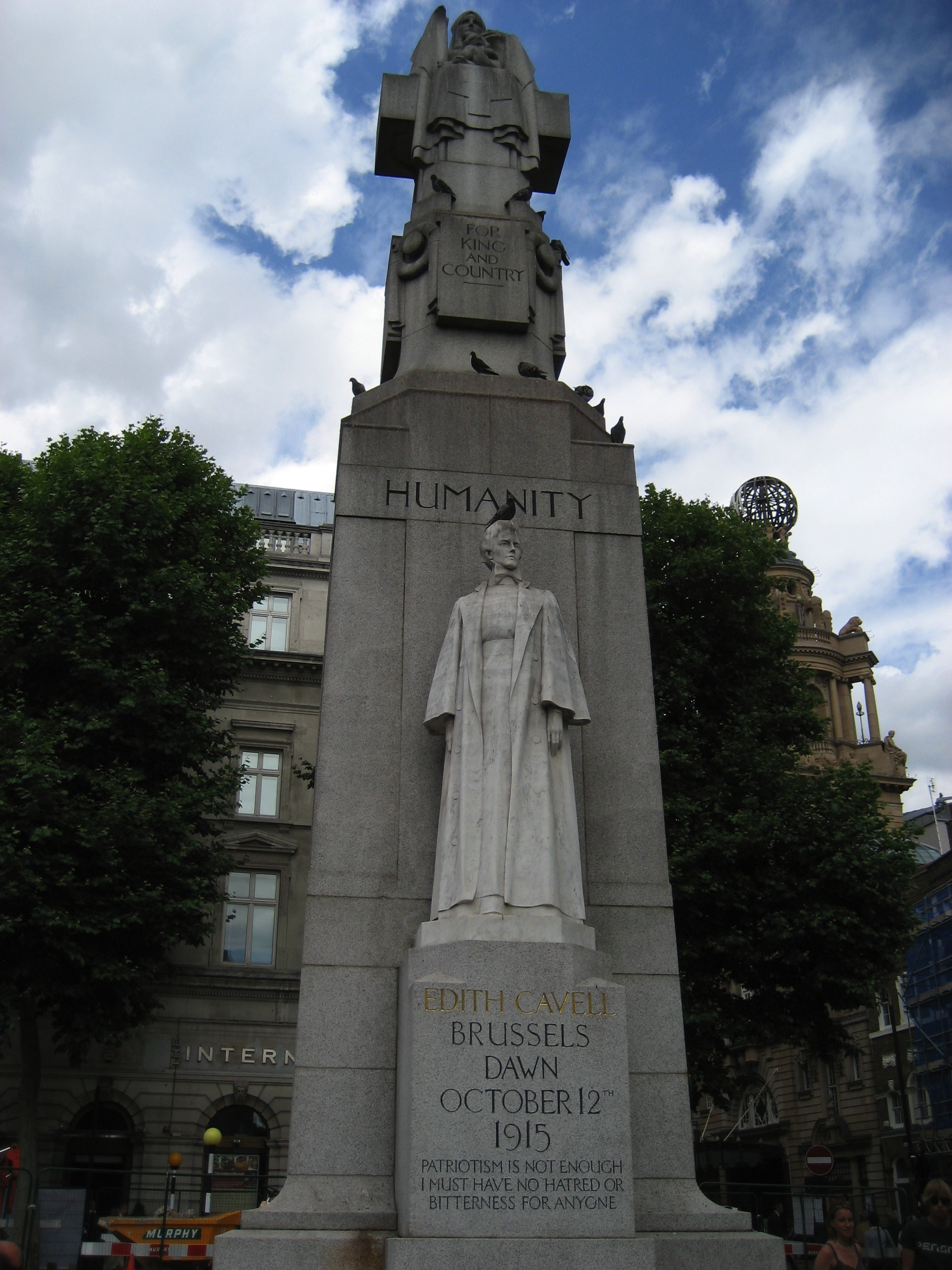
Mémorial à Edith Cavell (en), St. Martin's Place, Londres.
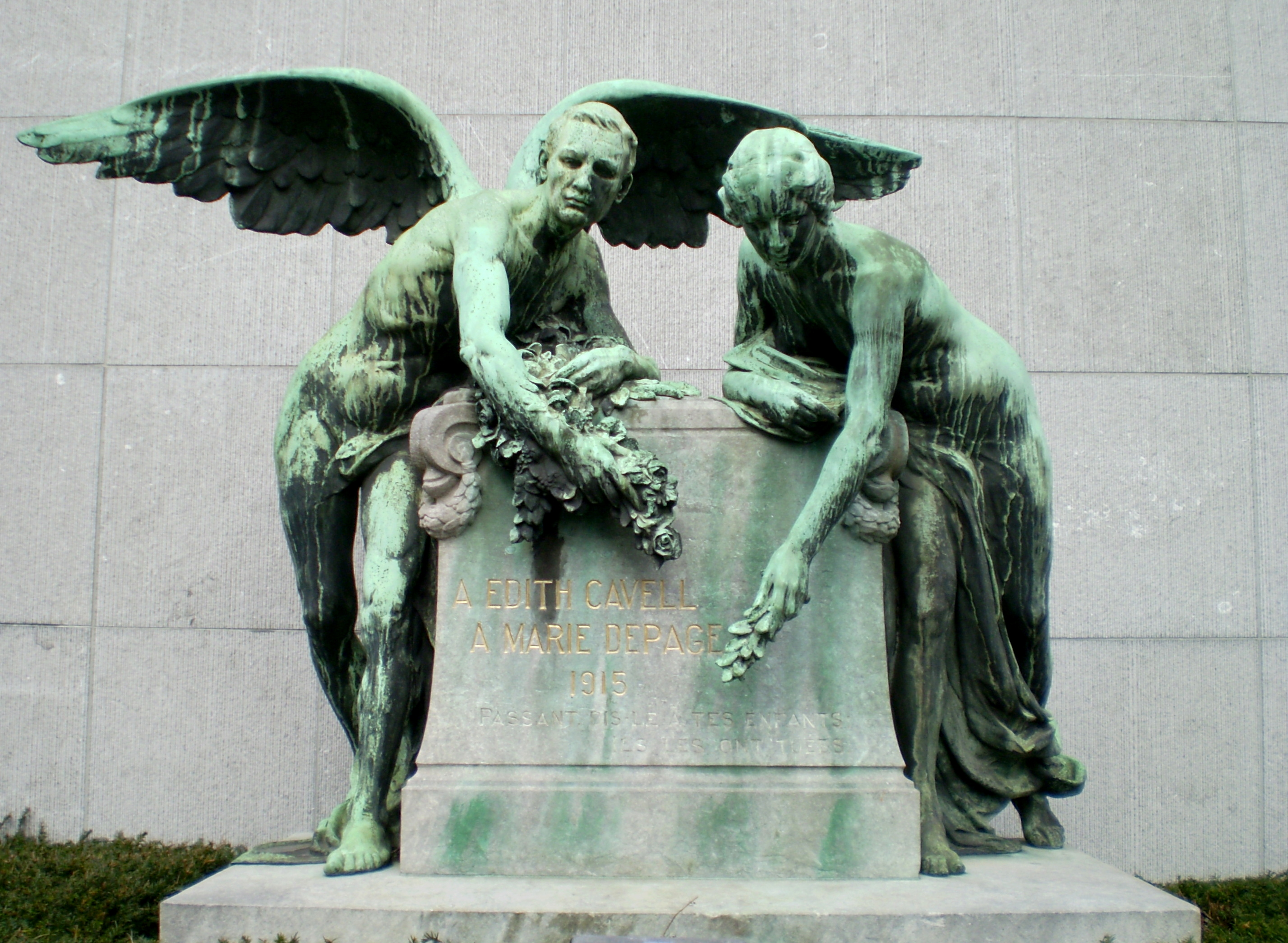
Monument à Edith Cavell et Marie Depage à Uccle, Paul Du Bois, 1920.
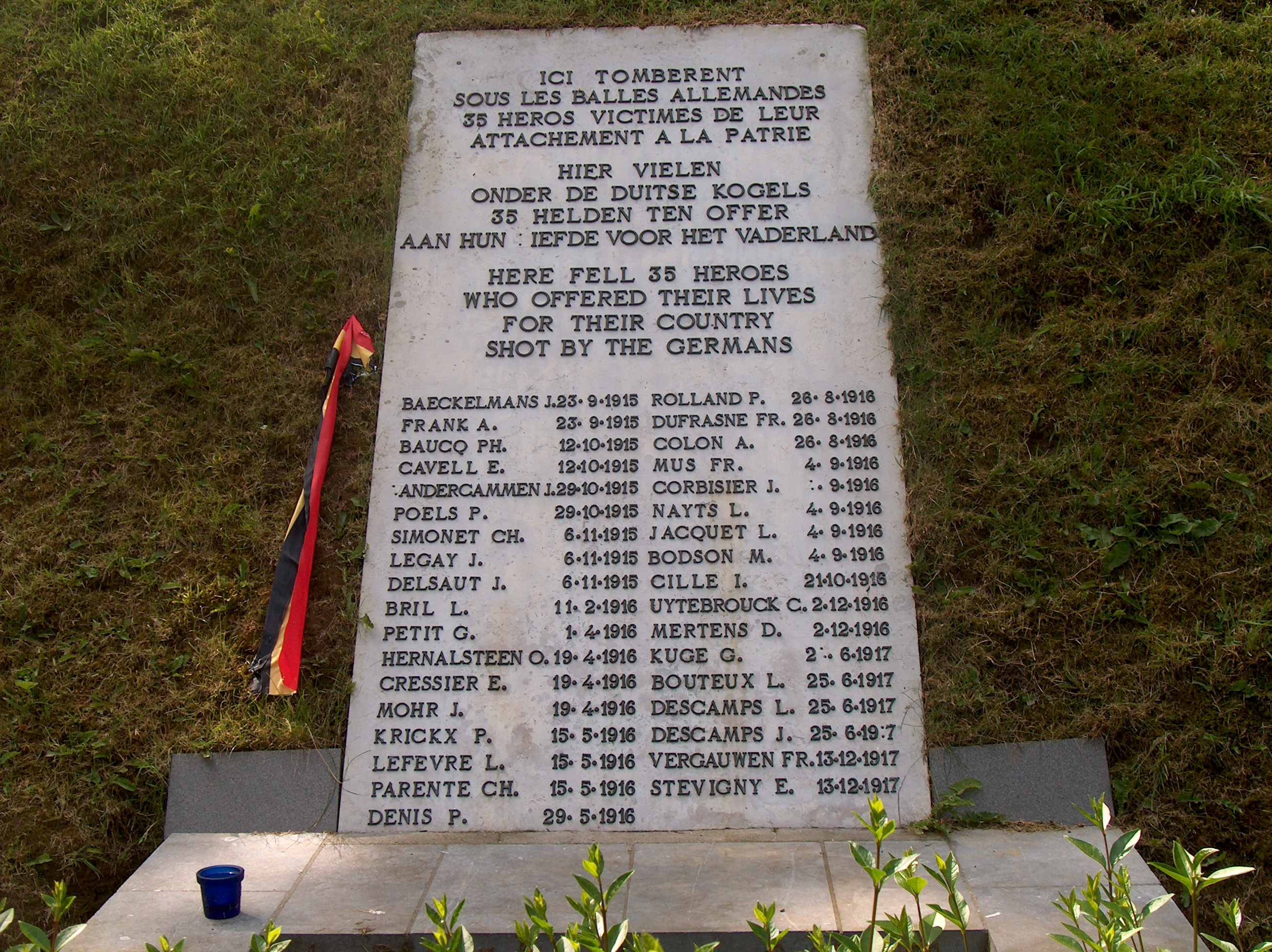
Dalle commémorative, à Schaerbeek, dans l'enclos des fusillés à l'endroit où Edith Cavell et Philippe Baucq ont été tués.
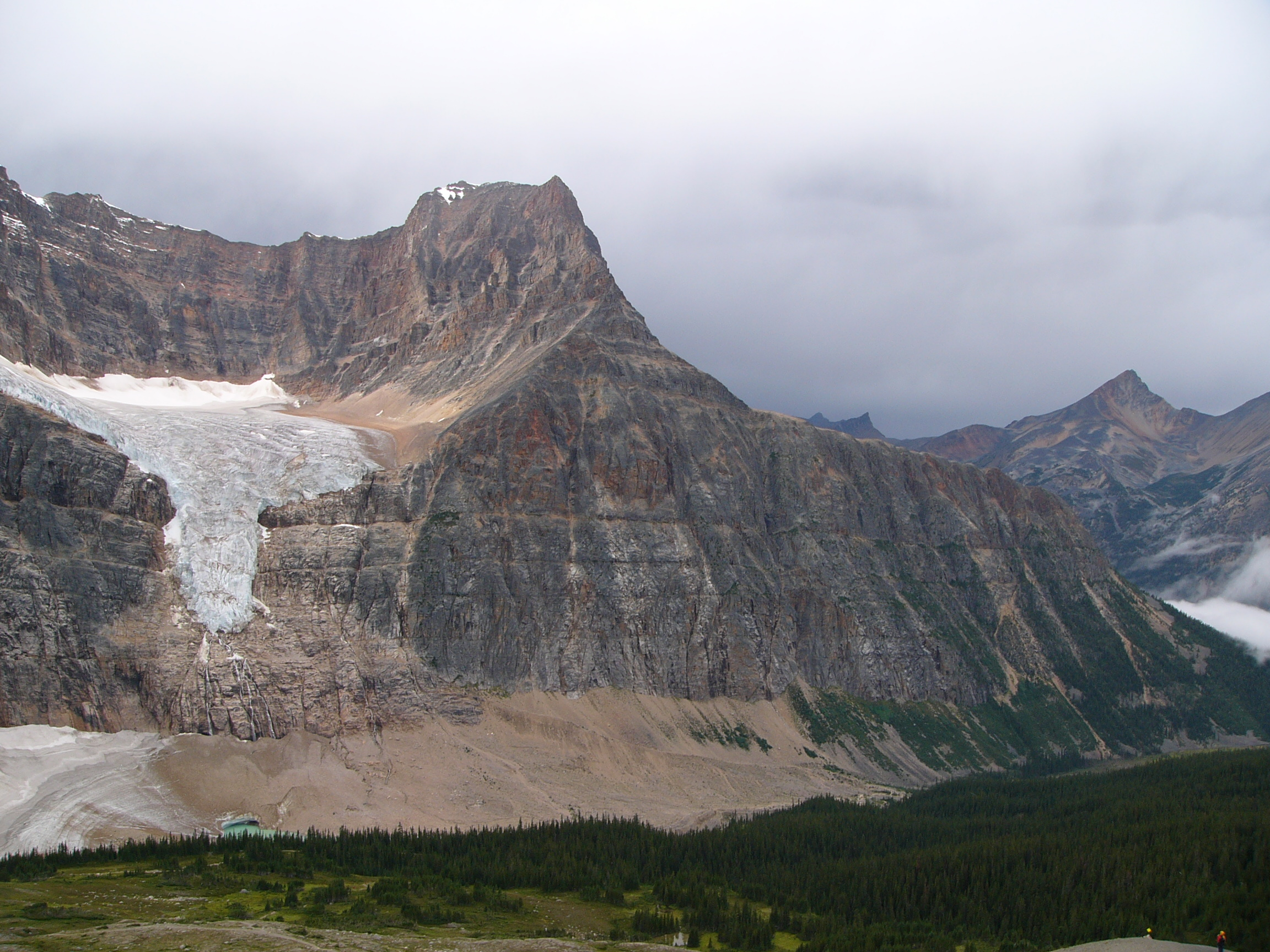
Mont Edith Cavell et Glacier des anges dans le parc national de Jasper (Canada).
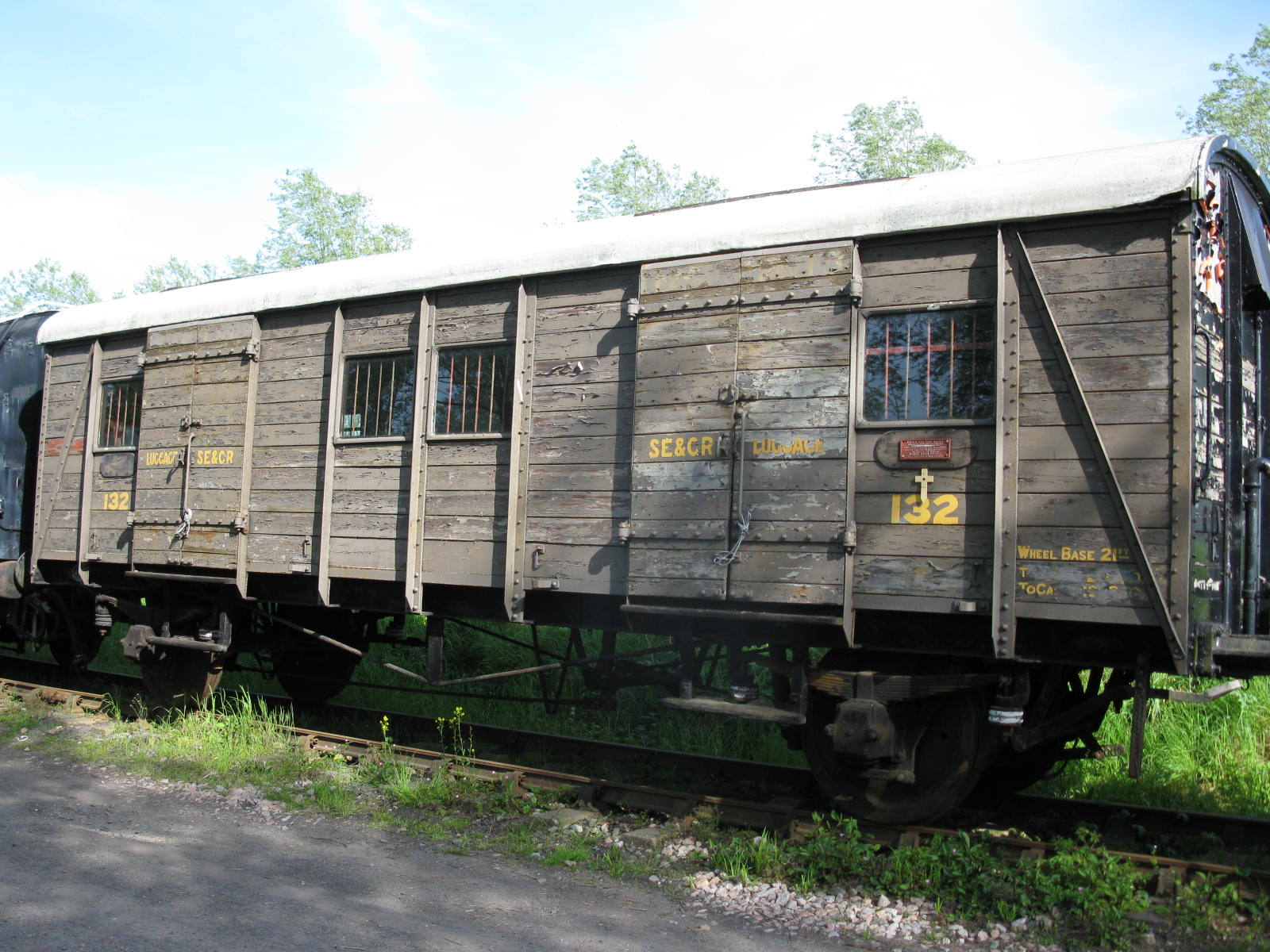
Wagon qui servit à ramener le corps d'Edith Cavell entre Douvres et Londres.
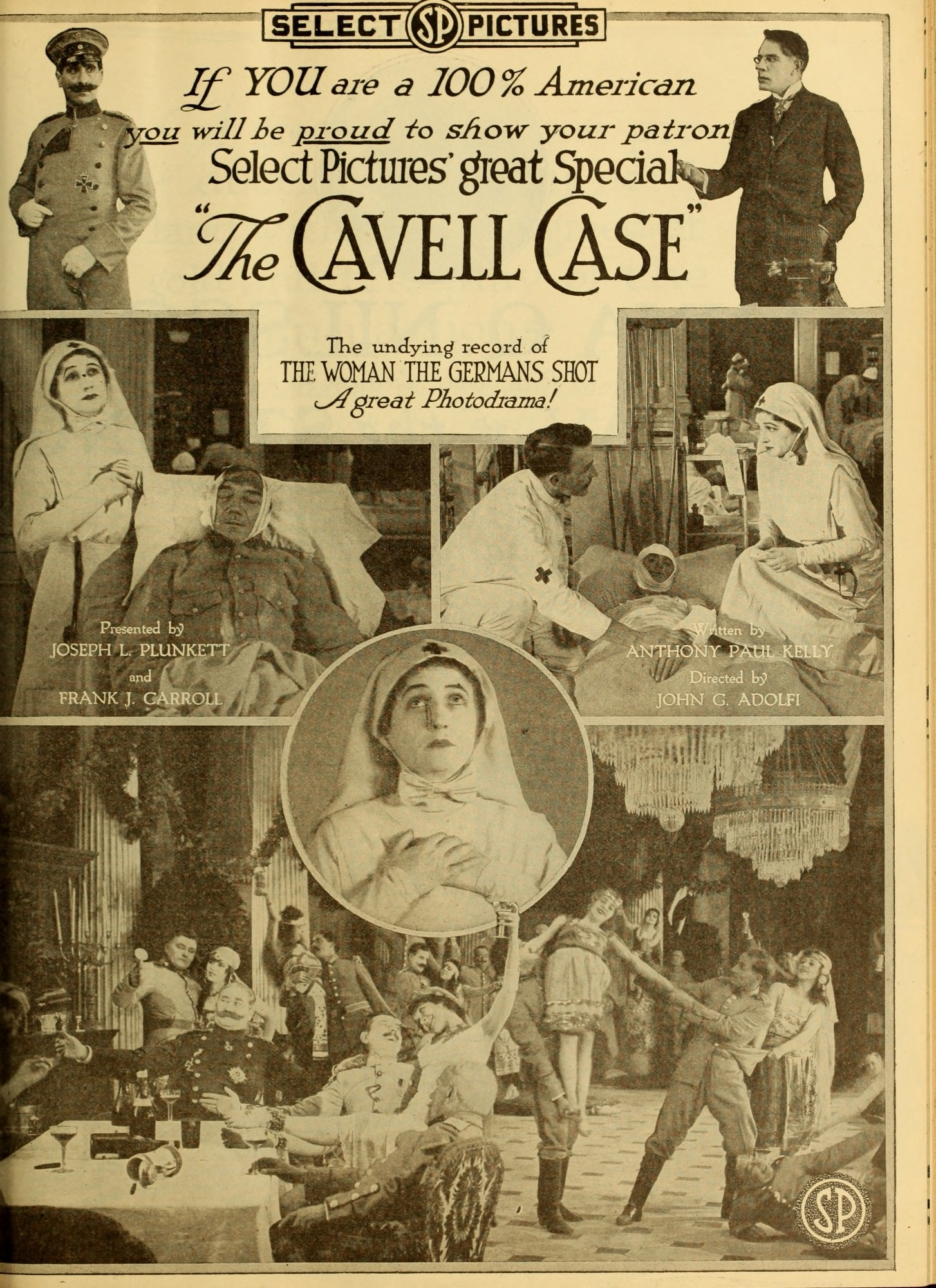
Publicité parue dans le magazine Moving Picture World promouvant The Cavell Case (1919), film américain sur Edith Cavell.
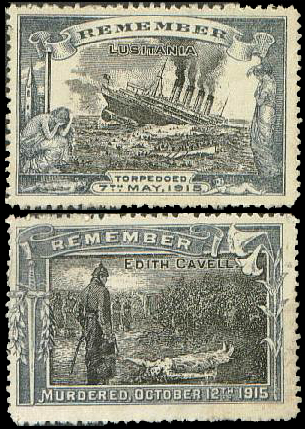
Deux vignettes de propagande patriotique (début 1916) commémorant le torpillage du RMS Lusitania (où périt Marie Depage) et l'exécution d'Edith Cavell.
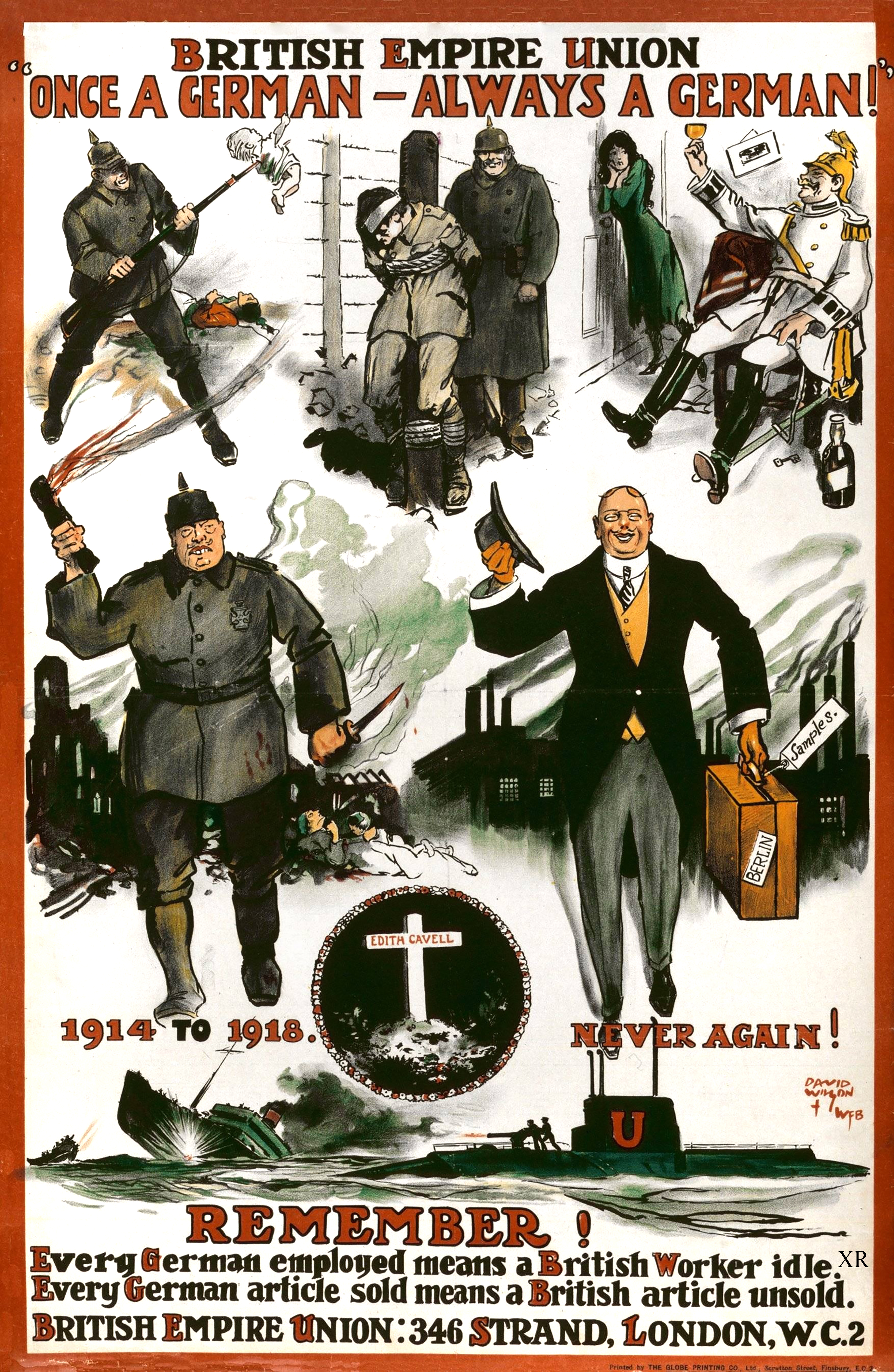
Propagande britannique rappelant l'exécution d'Edith Cavell.
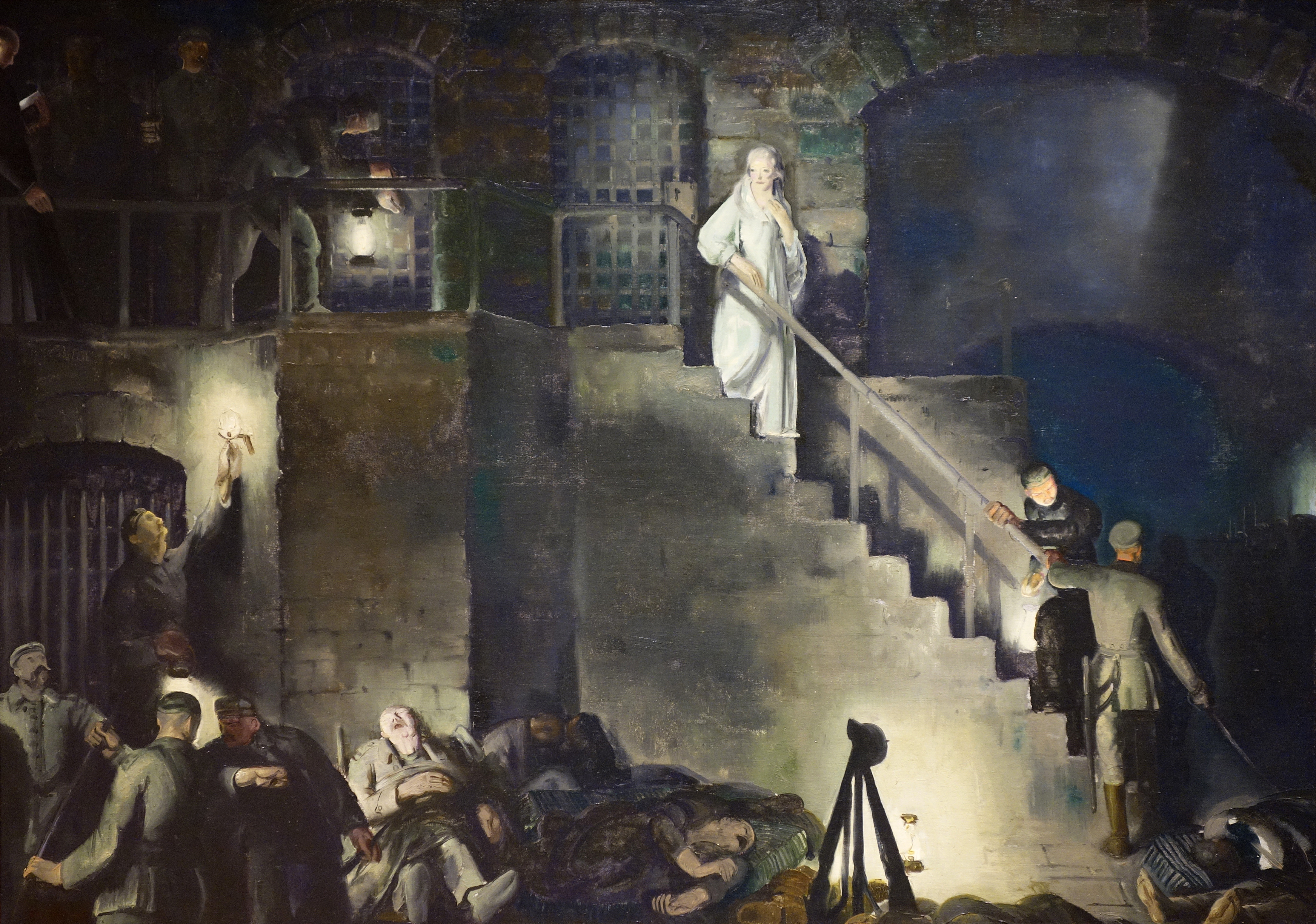
Peinture de George Bellows (1918).

### Monuments

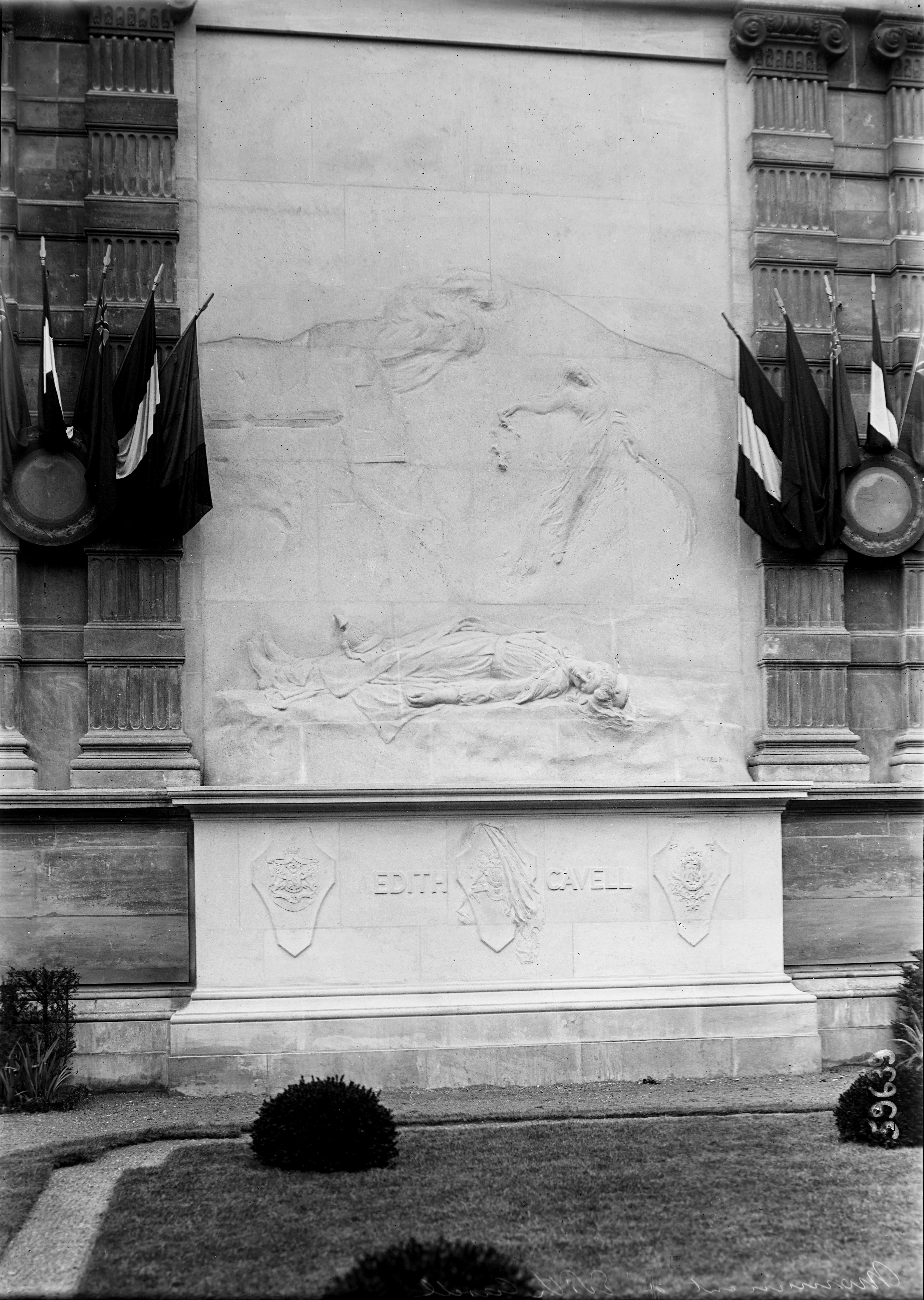
Le monument parisien, détruit en 1940 par les nazis.

- À Swardeston, depuis 1917, un vitrail de l'église la représente en prière. La partie verticale de la croix en bois qui marquait, au départ, sa tombe au Tir national y est aussi conservée depuis 1919.
- à Norwich, le premier mémorial a été érigé dès octobre 1918, au pied de la cathédrale.
- à Paris, dans le jardin des Tuileries, un monument à la mémoire d'Edith Cavell, offert à la Ville de Paris par le journal Le Matin, fut inauguré le 12 juin 1920. Dû au ciseau de Gabriel Pech, il était adossé au mur oriental du Jeu de Paume. Il fut détruit le 14 juin 1940 par les troupes allemandes dès leur entrée dans Paris. Il n'est pas reconstruit, "sans doute pour ne pas nuire à l'esprit de la nouvelle coopération franco-allemande"[6].

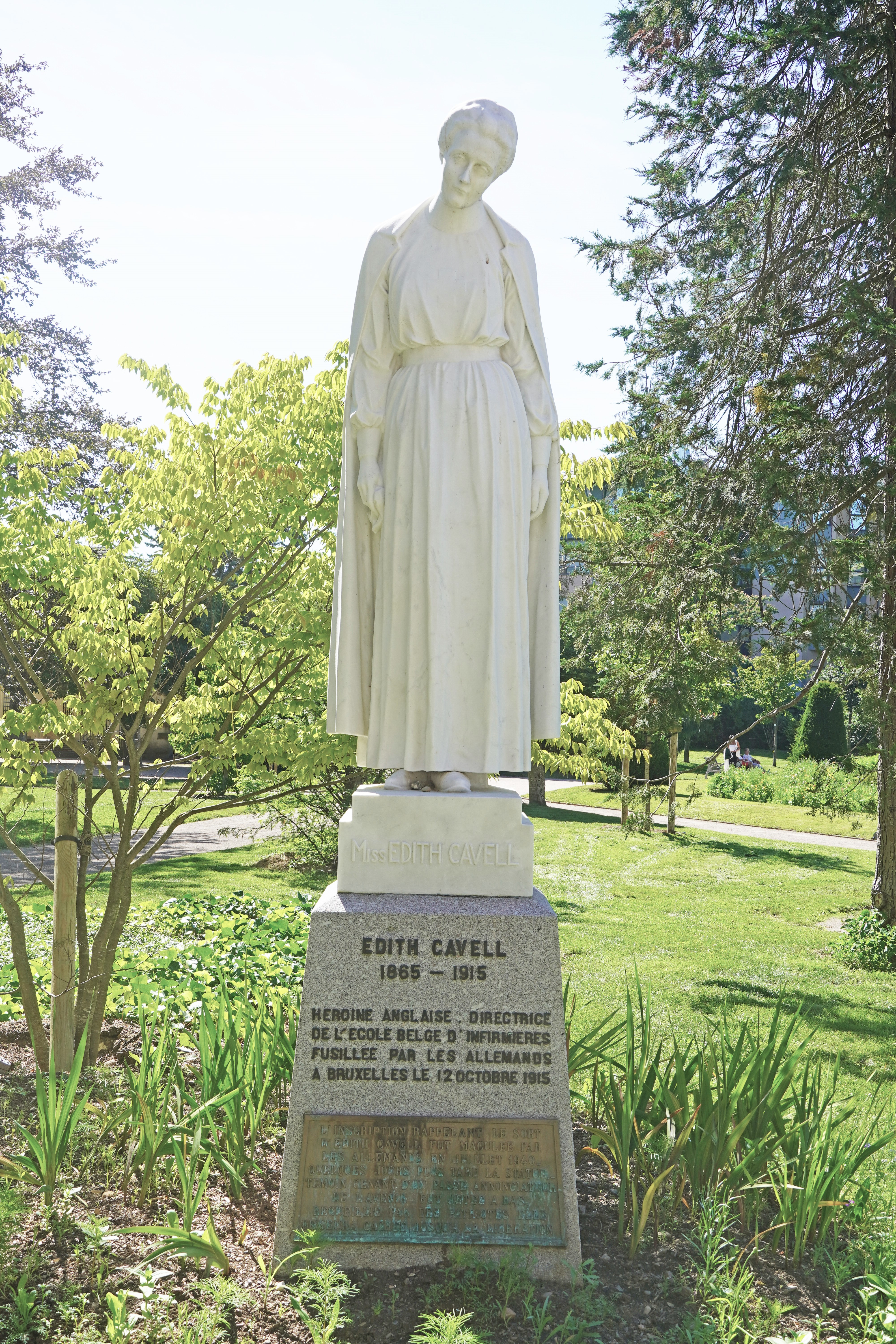
Statue d'Edith Cavell dans le square Lechten de Belfort.

- à Belfort, une statue se trouvait  devant l'entrée de l'hôpital avenue Jean-Jaurès. Du fait de la démolition de cet hôpital en 2018 - 2019, la statue a été déplacée à l'entrée du square Lechten[7].
- à Londres, un mémorial Edith Cavell (en) a été érigé St Martin's Place, au nord-est de Trafalgar Square.
- à Uccle, un monument, également dédié à Marie Depage, a été érigé en 1920 et une statue, pour le centenaire du décès d'Edith Cavell, a été placée en 2015 à l'entrée du parc Montjoie.
- Dans la cour de la clinique Edith Cavell, la stèle qui marqua sa tombe au Tir national en remplacement de la croix en bois initiale. Il s'agit d'une stèle en béton marquée d'un plaque en bronze portant l'inscription « EDITH CAVELL »[8] ;
- à Peterborough, existe un mémorial à l'intérieur de la cathédrale.

### Rues et bâtiments
- Le centre hospitalier CHIREC à Uccle porte son nom.
- Une avenue à Nice
- Une avenue à Hyères porte son nom
- Une rue à Beaulieu-sur-Mer porte son nom.
- Un hôpital de Peterborough porte son nom.
- L'école de soins infirmiers de l'université d'East Anglia à Norwich s'appelle Edith Cavell building.
- Le 12 octobre 1916 est inauguré à Paris un hôpital-école portant son nom, destiné à former rapidement des infirmières professionnelles[9].
- Une rue ainsi qu'une polyclinique portent son nom à Uccle.
- Une rue (avenue Miss-Cavell) et une école élémentaire portent aussi ce nom à Saint-Maur-des-Fossés (Val-de-Marne).
- Des voiries son également nommées en l'honneur d'Edith Cavell à Ostende (Belgique), Port-Louis (Île Maurice), à Cognac (Charente), Sainte-Adresse (Seine-Maritime), à Rennes (Ille-et-Vilaine), à Tours (Indre-et-Loire), à Vitry-sur-Seine (Val-de-Marne), à Saint-Leu-la-Forêt (Val-d'Oise), à Courbevoie (Hauts-de-Seine), au Creusot (Saône-et-Loire), à Hyères (Var), à Creil (Oise) et à Cannes (Alpes-Maritimes), à Arques (Pas-de-Calais), à Lisbonne (Portugal), à Biarritz (Pyrénées-Atlantiques).
- Une place lui est dédiée dans le quartier de Lille-Sud à Lille et à Tourcoing (Nord).
- Un pont porte son nom, quelques kilomètres au nord de Queenstown sur la rivière Shotover dans la région d'Otago en Nouvelle-Zélande.
- Une rue portait son nom à Alger avant 1962.
- Une école portait son nom à Ajaccio.
- Un projet de délibération du conseil municipal de Lyon, en date du 7 février 1916, prévoyait d'attribuer le nom de Miss Edith Cavell à l’hôpital de Grange-Blanche (hôpital Édouard-Herriot)[10].

### Cinéma
- 1915 : Nurse and Martyr de John Gavin et C. Post Mason ;
- 1916 : The Martyrdom of Nurse Cavell de John Gavin et C. Post Mason ;
- 1918 : The Woman the Germans Shot de John G. Adolfi ;
- 1928 :  Dawn  de Herbert Wilcox ;
- 1939 : Edith Cavell de Herbert Wilcox.

### Autres

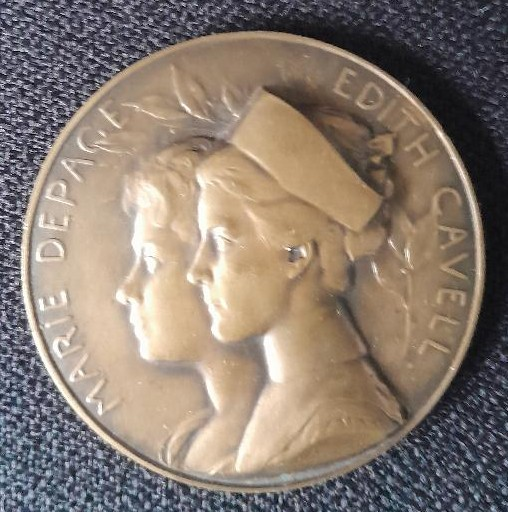
Médaille Marie Depage et Edith Cavell (Remember - 1915)

- Médaille Marie Depage et Edith Cavell (Remember - 1915)Médaille frappée en 1915 par la Croix-Rouge de Belgique en l'honneur de Marie Depage et d'Edith Cavell, œuvre du sculpteur Armand Bonnetain.

- Le mont Edith Cavell dans le parc national de Jasper (Canada).
- L'Édith Cavell, navire marchand britannique, échoué en 1925 sur le Maroni, dont l'épave, envahie par la végétation, est située face à l'esplanade Laurent-Baudin de Saint-Laurent-du-Maroni (Guyane).
- Son identité est évoquée à deux reprises dans le roman N. ou M. ? d'Agatha Christie (chapitre 4).
- Dans Les plus grands Belges, une émission télévisée diffusée en 2005 sur la chaîne publique belge francophone RTBF, le public a désigné Cavell comme le 48e plus grand Belge.
- Dans le roman Les Trois Yeux de Maurice Leblanc, le protagoniste visionne le film de l'exécution d'Edith Cavell (chapitre 3 : « Une exécution »).
- Le prénom d’Édith Piaf est choisi en hommage à Edith Cavell, morte deux mois avant la naissance de la future « Môme Piaf »[11].
- Depuis 2003, une corona de la planète Vénus est nommée Cavell Corona en son honneur[12].